# Mesoleptobasis cyanolineata
Mesoleptobasis cyanolineata – gatunek ważki z rodziny łątkowatych (Coenagrionidae). Występuje w północnej części Ameryki Południowej; stwierdzony w Brazylii (w stanie Ceará), Gujanie i Surinamie.
Gatunek ten opisał w 1998 roku Marcel Wasscher na łamach czasopisma „Odonatologica”. Holotyp (samiec) i alotyp (samica) zostały odłowione w Mungotapoe w dystrykcie Marowijne w Surinamie we wrześniu 1948 roku. Autor przebadał też paratypy (11 samców i 20 samic) odłowione na kilku stanowiskach w Surinamie w latach 1943–1963.